# Indianapolis Speedway (pel·lícula)
Indianapolis Speedway és una pel·lícula dramàtica estatunidenca de 1939 dirigida per Lloyd Bacon i escrita per Sig Herzig i Wally Kline. La pel·lícula és protagonitzada per Ann Sheridan, Pat O'Brien i John Payne. Es va estrenar per la Warner Bros. el 5 d'agost de 1939.
Aquesta pel·lícula és un remake de The Crowd Roars de 1932, protagonitzada per James Cagney. Frank McHugh repeteix el seu paper de la pel·lícula anterior.

## Argument
Dos germans pilots de carreres d'automòbils es tornen rivals al circuit quan el germà gran intenta evitar que el seu germà petit abandoni l'escola i es converteixi també en pilot. El tossut germà petit acaba de posar-se al volant del cotxe d'una altra persona quan la carrera ha començat. Durant la cursa, el millor amic del germà gran mor, provocant el començament del final per al conductor més gran.

## Repartiment
- Ann Sheridan com 'Frankie' Merrick
- Pat O'Brien com Joe Greer
- John Payne com Eddie Greer
- Gale Page com Lee Mason
- Frank McHugh com 'Spud' Connors
- Grace Stafford com Martha Connors
- Granville Bates com Mr. Greer
- John Ridgely com Ted Horn
- Regis Toomey com Dick Wilbur
- John Harron com Red
- William B. Davidson com Duncan Martin
- Edward McWade com Tom Dugan
- Irving Bacon com Fred Haskill
- Robert Middlemass com Edward Hart
- Charles Halton com alcalde